# کیوگوکو تاکاتسوگو

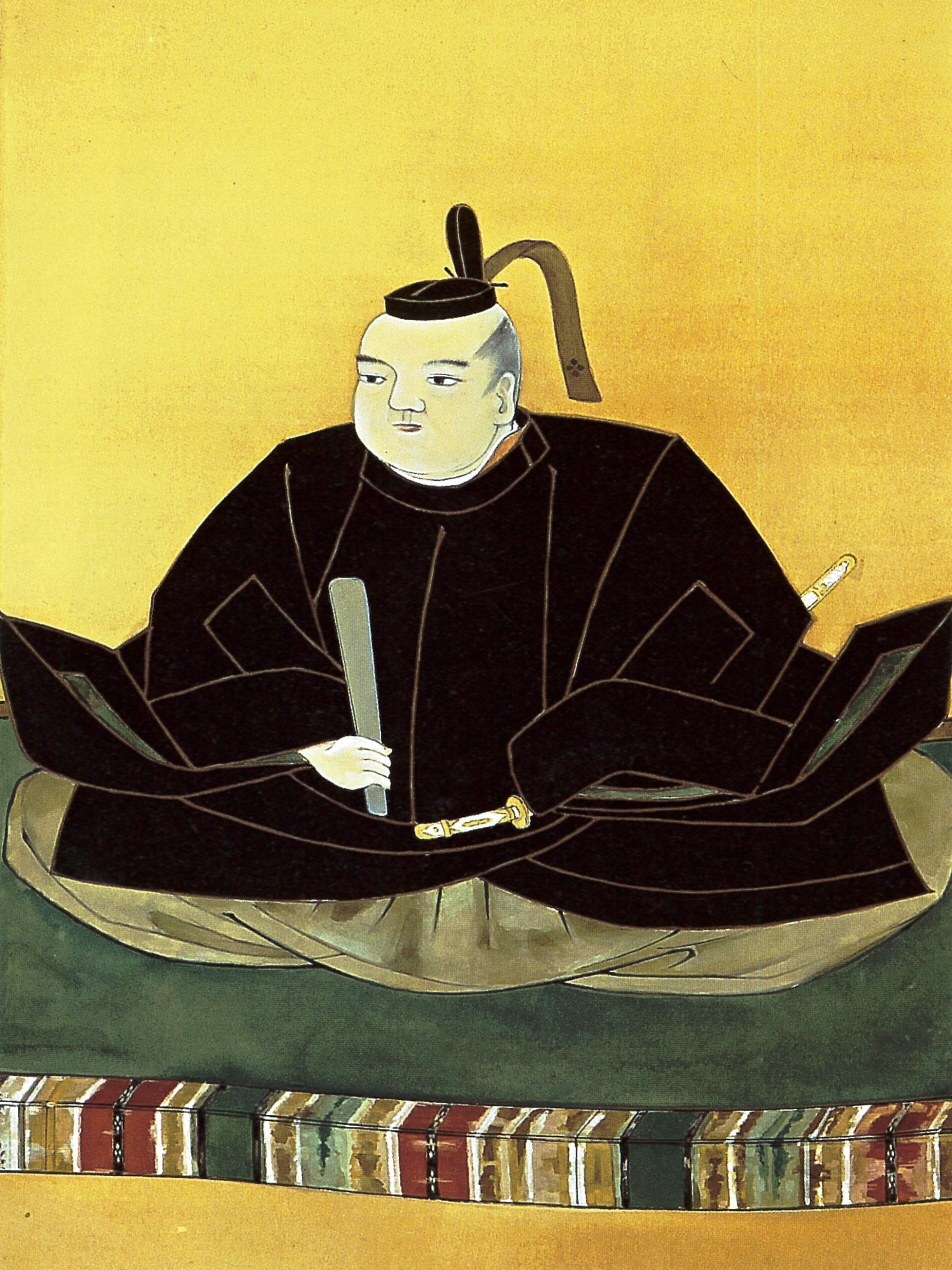

کیوگوکو تاکاتسوگو (به ژاپنی: 京極 高次 Kyōgoku Takatsugu) (۱۵۶۰ – ۴ جون، ۱۶۰۹) دایمیوی ولایت اومی و ولایت واکاسا در دوره سنگوکوی ژاپن بود. همسر اصلی او اوهاتسو نام داشت و خواهرزاده اودا نوبوناگا بود.